# Görwel Bååt
Görwel Bååt, född 7 april 1620 i Sorunda församling, Södermanland, död 8 november 1673, var en svensk hovfunktionär.

## Biografi
Görwel Bååt föddes 1620 på Fållnäs i Sorunda församling. Hon var dotter till häradshövdingen Bo Gustafsson (Bååt) av släkten Bååt på Åland och Anna Ribbing. Bååt var överhovmästarinna 1660–1664.[källa behövs] Hon avled 1673 och begravdes 29 mars 1674 i Riddarholmskyrkan.

### Familj
Bååt gifte sig 2 augusti 1646 i Stockholm med Svante Sparre (1623–1652). Han var son till Lars Eriksson Sparre och Märta Banér. De fick tillsammans barnen Maria Eleonora Sparre (1647–1652), Märta Sparre (1648–1703) som var gift med ryttmästaren Leonard Lillie och presidenten Sten Nilsson Bielke, kammarherren Lars Sparre (1649–1704), en son och Carl Sparre (död 1652).